# カラム・ニューマン
カラム・ニューマン（Callum Newman、2002年8月31日 - ）は、イギリスの男性プロレスラー。エセックス州出身。新日本プロレス所属。

## 経歴

### 幼少期
祖父が1950～1960年代に活躍していたトニー・グランジというイギリスきっての本物のヒールレスラー。
祖父の影響もあり、自宅の近くにあるプロレススクールをサッカーを続けながら通い続けた。その時にウィル・オスプレイに出会った。

### 学生時代
13歳でプレデビュー、デビューは15歳という最年少のプロレスラーだった。
デビュー戦は2017年12月。

### 新日本プロレス
2023年
9月8日、後楽園ホール大会にてウィル・オスプレイが見出した期待の若武者として新日本プロレスデビュー。UNITED EMPIRE入りを果たす。
2024年
3月8日、NEW JAPAN CUPに初エントリー。アイメッセ山梨にて、ゲイブ・キッドと対戦したが1回戦敗退。
6月、G1 CLIMAX 34Aブロック出場者決定トーナメントにエントリー。
6月22日、福島トヨタクラウンアリーナ（福島市国体記念体育館）にて、高橋裕二郎から1回戦突破。
7月3日、後楽園ホールの準決勝戦でKENTAから勝利。
7月5日、東京武道館大会にて、トーナメント決勝戦でYOSHI-HASHIを破り『G1』初出場を果たす。
11月、WORLD TAG LEAGUE 2024にジェフ・コブと初出場。
2025年
4月5日、両国国技館大会にて、内藤哲也、高橋ヒロムを破りジェフ・コブとIWGPタッグ王座戴冠。
4月14日、ジェフ・コブの退団に伴いIWGPタッグ王座返上。
4月26日、広島サンプラザホール大会で組まれたIWGPタッグ王者決定戦にて後藤洋央紀、YOSHI-HASHIから勝利。グレート-O-カーンとIWGPタッグ王者となる。
5月4日、福岡国際センター大会で後藤洋央紀の持つIWGP世界ヘビー級王座に挑戦も敗れる。

## 得意技
- タイガースープレックス
- オスカッター2.0
- フィッシャーマンバスター
- Prince’s curse（変形ブラディサンデー）

## タイトル歴
新日本プロレス
- IWGPタッグ王座（第108・109代）（パートナーはジェフ・コブ→グレート-O-カーン）

## 入場テーマ曲
- Shippu
- Speedster Anthem